# The Phantom Tomorrow
The Phantom Tomorrow è il sesto album in studio del gruppo musicale statunitense Black Veil Brides, pubblicato nel 2021.

## Tracce
1. The Phantom Tomorrow (Introduction) – 1:33
2. Scarlet Cross – 3:37
3. Born Again – 3:39
4. Blackbird – 3:21
5. Spectres (Interlude) – 1:12
6. Torch – 3:37
7. The Wicked One – 3:35
8. Shadows Rise – 4:56
9. Fields of Bone – 3:19
10. Crimson Skies – 4:09
11. Kill the Hero – 3:28
12. Fall Eternal – 4:49

## Formazione
- Andy Biersack – voce
- Jake Pitts – chitarra
- Jeremy "Jinxx" Ferguson – chitarra, cori
- Lonny Eagleton – basso, cori
- Christian "CC" Coma – batteria, percussioni